# Redwood City
Redwood City é uma cidade localizada no estado norte-americano da Califórnia, no condado de San Mateo, do qual é sede. Situa-se na península de São Francisco na área da baía de São Francisco, a aproximadamente 43 km ao sul de São Francisco e 39 km a noroeste de San José. Foi incorporada em 1867. Possui mais de 84 mil habitantes, de acordo com o censo nacional de 2020.
A história de Redwood City abrange desde sua primeira habitação pelo povo Ohlone até ser um porto para madeira e outros bens. Foi originalmente parte de Rancho de las Pulgas. O porto de Redwood City é o único porto de águas profundas na Baía de São Francisco ao sul de São Francisco. No coração do Vale do Silício, Redwood City abriga várias empresas globais de tecnologia, incluindo Oracle, Electronic Arts, Evernote, Box e Informatica.

## Geografia
De acordo com o Departamento do Censo dos Estados Unidos, a cidade tem uma área de 90 km², dos quais 50,1 km² estão cobertos por terra e 39,9 km² (44.3%) por água. Um grande curso de água que drena grande parte de Redwood City é Redwood Creek, ao qual vários deltas de rios significativos se conectam, o maior dos quais é Westpoint Slough.

## Demografia
Desde 1900, o crescimento populacional médio, a cada dez anos, é de 43,8%.

### Censo 2020
De acordo com o censo nacional de 2020, a sua população é de 84 292 habitantes e sua densidade populacional de 1 683,1 hab/km². Seu crescimento populacional na última década foi de 9,7%, acima do crescimento estadual de 6,1%. Continua a ser a terceira cidade mais populosa do condado de San Mateo, embora seja a 11ª mais densamente povoada.
Possui 32 373 residências que resulta em uma densidade de 646,4 residências/km² e um aumento de 11,0% em relação ao censo anterior. Deste total, 5,4% das unidades habitacionais estão desocupadas. A média de ocupação é de 2,8 pessoas por residência.
A renda familiar média é de 138 913 dólares e a taxa de emprego é de 69,3%.

### Censo 2010
Segundo o censo nacional de 2010, a sua população era de 76 815 habitantes e sua densidade populacional de 1 527,21 hab/km². Possuía 29 167 residências que resultava em uma densidade de 579,9 residências/km².

## Marcos históricos
O Registro Nacional de Lugares Históricos lista nove marcos históricos em Redwood City. O primeiro marco foi designado em 7 de novembro de 1977 e o mais recente em 12 de março de 2021, o Redwood City Woman’s Club.